# Txingudi Rugby Club
El Txingudi Rugby Club Irún-Fuenterrabía es un club de rugby español de la ciudad de Irún (Guipúzcoa, País Vasco). Fue fundado en julio de 1969 como Rugby Club Irún.

## Historia
En el verano del año 1969 un grupo de amigos compraba un balón de rugby: nacía el Rugby Club Irún. Manuel Mari Oscoz, que había jugado un año en el desaparecido Centauro de San Sebastián, enseñaba al resto lo poco que sabía. La playa de Fuenterrabía les sirvió para sus primeros entrenamientos. Al llegar el otoño, empezaban a competir en la liga regional. 

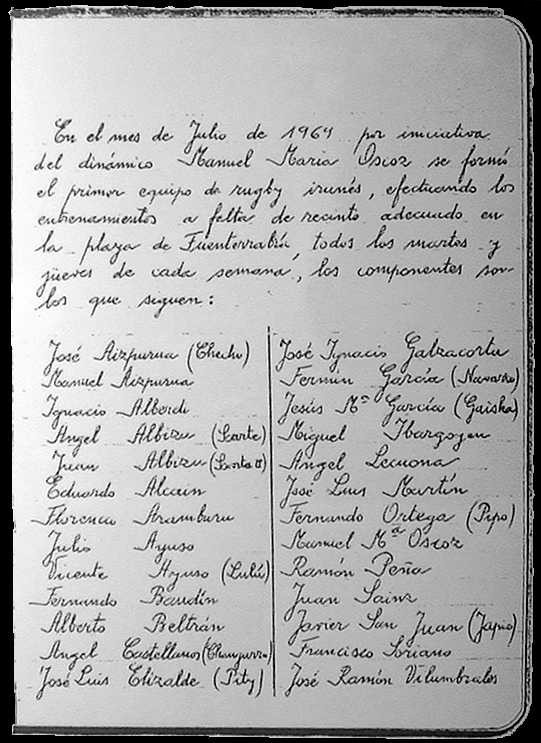
Escrito constitucional

La historia del RC Irún siempre va acompañada de los numerosos traslados al que ha sido obligado. En sus inicios jugaba los partidos en el campo del cuartel de Ventas (era la primera vez que un equipo civil usaba instalaciones militares), pero no estaba homologado para partidos de Primera Nacional, así que cuando se ascendió, el Rugby Club Irun tuvo que jugar en las instalaciones de Landare Toki en Hernani.
Como desde el ayuntamiento la construcción de un campo de rugby no era prioritaria, el Rugby Club Irún tuvo que buscarse por su cuenta un lugar en el que disputar sus partidos como local. Lo intentó en los terrenos de la Ikastola Txingudi, en el poblado de Urdanibia y durante muchos años en el actual campo de fútbol de San José Obrero en Larreaundi. El terreno de Larreaundi era una escombrera perteneciente a la parroquia y a un constructor con el que se llegó a un acuerdo para construir un campo de rugby. Los propios jugadores fueron los que levantaron el campo. Después de unos años, en 1983, el ayuntamiento construye en Plaiaundi las instalaciones que actualmente son casa del Rugby Club Irún. Pero desde 1994, está pendiente el traslado dado que se encuentra en un Parque Ecológico.
En la asamblea extraordinaria del 5 de octubre de 2015 se decide cambiar el nombre Rugby Club Irún a Txingudi Rugby Club. Irún-Fuenterrabía con el objetivo de ampliar el campo de actuación a toda la comarca.

## Histórico de Temporadas
- 1969-1975: Liga Regional
- 1975-1976: 2.º en 1.ª Nacional (Grupo Norte)[2]
- 1976-1977: 4.º en 1.ª Nacional (Grupo Norte)
- 1977-1978: 2.º en 1.ª Nacional (Grupo Norte)
- 1978-1979: 3.º en División de Honor (Grupo Norte)
- 1979-1980: 3.º en División de Honor (Grupo Norte)
- 1980-1981: 3.º en División de Honor (Grupo Norte)
- 1981-1982: 5.º en División de Honor (Grupo Norte)
- 1982-1983: 5.º en 1.ª Nacional (Grupo Norte)
- 1983-1984: 4.º en 1.ª Nacional (Grupo Norte)
- 1984-1985: 6.º en 1.ª Nacional (Grupo Norte)
- 1985-1991: Liga Vasca Regional
- 1991-1992: 9.º en 1.ª Nacional
- 1992-1993: 11.º en 1.ª Nacional
- 1993-1994: Liga Vasca Regional
- 1994-1995: 8.º en 1.ª Nacional (Grupo B)
- 1995-1996: 5.º en 1.ª Nacional (Grupo B)
- 1997-1998: 7.º en 1.ª Nacional (Grupo B)
- 1998-1999: 5.º en 1.ª Nacional (Grupo B)
- 1999-2000: 8.º en 1.ª Nacional (Grupo B)
- 2000-2009: Liga Vasca Regional
- 2009-2010: 1.º en Liga Vasca Regional
- 2010-2011: 3.º en Liga Vasca Regional
- 2011-2012: 2.º en Liga Vasca Regional
- 2012-2013: 6.º en 1.ª Nacional (Grupo A)
- 2013-2014: 14.º en Liga Vasca Regional
- 2014-2015: 3.º en Segunda Liga Vasca Regional
- 2015-2016: 5.° en Segunda Liga Vasca Regional
- 2016-2017: 2.° en Segunda Liga Vasca Regional
- 2017-2018: 2.° en Segunda Liga Vasca Regional
- 2018-2019: 4.° en Segunda Liga Vasca Regional
- 2019-2020: 7.° en Primera Liga Vasca Regional
- 2020-2021: 8.º en Primera Liga Vasca Regional
- 2021-2022: 10.º en Primera Liga Vasca Regional